# Zvonimir Boban
Zvonimir Boban (Imotski, 1968. október 8. –) horvát labdarúgó. Pályafutása jelentős részét az AC Milan csapatánál töltötte. 2016-ban őt választották meg a FIFA egyik főtitkár helyettesének.

## Pályafutása

### Klubcsapatokban
Felnőtt pályafutását a Dinamo Zagrebnél kezdte. Az 1985/86-os szezonban mindössze 16 évesen mutatkozott be a jugoszláv első osztályban. Összesen 109 mérkőzésen játszott a Dinamo színeiben és 45 alkalommal volt eredményes.
Az 1990. május 13-án megrendezett Dinamo Zagreb–Crvena zvezda bajnokin óriási tömegverekedés tört ki és eközben nekiment egy rendőrnek, aki éppen egy horvát szurkolót vert a földön. Ez a jelenet szimbolikus jelentőséggel bírt és még ma is sokan úgy emlékeznek meg róla, hogy gyakorlatilag ez jelképezte a háború kezdetét. Az eset következtében Boban nem sokkal később kikerült az 1990-es labdarúgó-világbajnokságra utazó jugoszláv válogatott keretéből, azonban a horvátok szemében nemzeti ikon lett.
1991-ben az AC Milan szerződtette. Az 1991/92-es idényben a Barihoz került kölcsönbe, mivel ebben az időszakban mindössze három idegenlégiós szerepelhetett egy adott csapatban és úgy gondolák szüksége van rá, hogy szokja a bajnokság légkörét. A szezon végén a Bari kiesett, de Boban bizonyította, hogy megállja a helyét a Serie A-ban és visszakerült a Milanhoz. Kilenc idényen keresztül erősítette a klubot és ez idő alatt hozzásegítette a Milant az 1994-es bajnokok ligája megnyeréséhez, e mellett négy bajnoki címet és három szuperkupa győzelmet szerzett. Összesen 251 mérkőzésen lépett pályára és 30 alkalommal volt eredményes. 2001. augusztusában a spanyol Celta Vigo vette kölcsön, ahol mindössze 4 bajnokin lépett pályára és 2001. októberében visszavonult.

### Válogatottban
A jugoszláv U20-as válogatott tagjaként világbajnoki címet szerzett az 1987-es ifjúsági világbajnokságon, Chilében. A felnőtt válogatottban 1988 és 1991 között 7 alkalommal szerepelt.
Miután Horvátország kinyilvánította függetlenségét Jugoszláviától, Boban bemutatkozott a horvát válogatottban. 1990 december 22-én Románia ellen kapott lehetőséget először a nemzeti együttesben. Részt vett az 1996-os Európa-bajnokságon és az 1998-as labdarúgó-világbajnokságon. Utóbbin a horvát csapat a bronzérmet szerezte meg. Utolsó mérkőzését a válogatottban Franciaország ellen játszotta 1999. november 13-án. Statisztikája szerint címeres mezben 51 mérkőzésen lépett pályára és 12 alkalommal talált az ellenfelek kapujába.

## Sikerei, díjai
Jugoszlávia
- U20-as világbajnokság
  - 1. hely (1): 1987
- U21-es Európa-bajnokság
  - 2. hely (1): 1990

Horvátország
- Világbajnokság
  - 3. hely (1): 1998

AC Milan
- Serie A
  - 1. hely (4): 1992–93, 1993–94, 1995–96, 1998–99
- Supercoppa Italia
  - 1. hely (3): 1992, 1993, 1994
- UEFA-bajnokok ligája
  - 1. hely (1): 1993–94

Egyéni
- Ezüstlabda: 1987
- Az év horvát labdarúgója: 1991, 1999

## Külső hivatkozások
- Zvonimir Boban Archiválva 2012. november 8-i dátummal a Wayback Machine-ben – a FIFA.com honlapján
- Zvonimir Boban – a National-football-teams.com honlapján
- Zvonimir Boban – a transfermarkt.de honlapján